# Sauk Rapids (Minnesota)
Sauk Rapids – miasto w Stanach Zjednoczonych, w stanie Minnesota, w hrabstwie Benton.